# Accademia dell’Arcadia

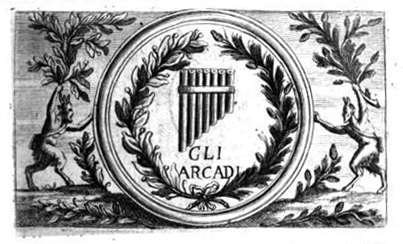
Das Emblem der Akademie

Die Accademia dell’Arcadia, auch Accademia degli Arcadi oder Pontificia Accademia degli Arcadi (dt. Gesellschaft der Arkadier), wurde am 5. Oktober 1690 in Rom von dem Dichterzirkel der im Vorjahr verstorbenen Königin Christina von Schweden gegründet.

## Geschichte
Der Name der Akademie bezieht sich auf die bukolische Dichtung in Prosa und Versen Arcadia (1501) des italienischen Dichters Jacopo Sannazaro sowie auf die gleichnamige, ländliche griechische Region Arkadien im Zentrum der Peloponnes, welche Schauplatz für die bukolische griechisch-römische Poesie war. Normen und Gebräuche der Akademie waren von der klassischen und ländlichen Mythologie beeinflusst, darunter etwa die Gewohnheit der Akademiker, Pseudonyme zu benutzen.
Die Akademie nahm schnell einen gewissen nationalen Charakter an, und um Teil davon zu werden traten ihr Philosophen, Schriftsteller und Wissenschaftler der galileischen Schule bei. Es wurden auch einige Komponisten aufgenommen, u. a. Arcangelo Corelli, Bernardo Pasquini, und Alessandro Scarlatti.
Allen Dichtern war dabei der Wunsch gemeinsam, sich der Künstlichkeit der Poesie Marinos gegenüberzustellen und vielmehr die Rückkehr zum Klassizismus und vor allem zum Rationalismus, der sich aus der kartesischen Philosophie ableitete, zu propagieren (bereits zu dieser Zeit galt Descartes als Vordenker der Moderne).
Die Ideale und einzuhaltenden Richtlinien für künstlerische Werke waren Einfachheit, Sinn für das Maß und die Schönheit und eine Eleganz, die jedoch auch in eine manierierte Galanterie ausarten konnte.
Solche Vorstellungen rührten von der Konfrontation mit der zeitgenössischen französischen Klassik her, die damals das kulturelle Panorama Europas beherrschte und sich selbst als rational ansah. Als Gegensatz hierzu wurden demnach die spanische und italienische Literatur dargestellt, denen der „schlechte Geschmack“ des Barock vorgeworfen wurde.
Der Geist der kulturellen Verteidigung der Nation war es, der die italienischen Intellektuellen die Gründung der Accademia befürworten ließ, als Symbol einer neuen, nationalen italienischen Kultur. Entsprechend dominierte die Akademie auch den poetischen Geschmack der gesamten ersten Hälfte des 18. Jahrhunderts der Halbinsel.
Zunächst stellte man sich den Extravaganzen und der Dekadenz des Barock in der Form des „Anti-Marinismus“ des 17. Jahrhunderts gegenüber. Gleichzeitig suchte man nach Poesie, die simpel war und auf der Natürlichkeit des Gefühles basieren würde.
Bald bildeten sich zwei verschiedene Tendenzen innerhalb der Akademie heraus: Die des Gravina, die als Vorbilder Dante und Homer hatte; und jene Gemäßigtere des Crescembini, der sich auf Petrarca berief. Der resultierende Streit führte zum Austritt Gravinas aus der Accademia. Daraufhin gründete er 1711 die Accademia dei Quinti.
Dieser Streit war allerdings nicht nur literarischer Natur, so respektierte Gravina beispielsweise gewisse ethische Werte, die der hedonistischen Poesie Crescembinis fremd waren.
Wichtigster Vertreter der Accademia im 18. Jahrhundert war Metastasio, der aufgrund seiner Libretti in ganz Europa berühmt war. Mit der Verbreitung der Aufklärung und der Romantik wurde die arkadische Poesie eher negativ beurteilt und der Oberflächlichkeit und Gleichgültigkeit angesichts der realen Welt beschuldigt. Die Akademie verlor viel von ihrer Vitalität, kann aber die historische Leistung für sich in Anspruch nehmen, nacheinander die vorromantische und neoklassische Poesie entwickelt zu haben.
Am 4. Januar 1788 wurde Goethe während seines zweiten Aufenthalts in Rom, eingeführt vom Fürsten von Liechtenstein, mit dem Schäfernamen Megalio Melpomenio in die Accademia aufgenommen. Er berichtet davon in seiner Italienischen Reise unter Mitteilung des ihm dabei erteilten Diploms.
1925 nahm sie den Namen „Accademia letteraria italiana“ an. Seit 1940 ist die Akademie in der Biblioteca Angelica untergebracht.